# Severojižní železnice (Vietnam)
Severojižní železnice (vietnamsky Đường sắt Bắc–Nam, francouzsky Chemin de fer Nord-Sud) je páteřní a zdaleka nejdelší železniční trať ve Vietnamu. Je provozována státními Vietnamskými drahami. Trať spojuje dvě největší města Vietnamu – hlavní město Hanoj a nejlidnatější Ho Či Minovo Město. Jedná se o jednokolejnou neelektrifikovanou trať o metrovém rozchodu koleje.
Železnice byla budována téměř 40 let během francouzské koloniální nadvlády v letech 1899–1936 a byla silně poničena během vietnamské války. Po válce byla roku 1976 společnou severojižní komunistickou vládou opravena, a proto se někdy tomuto spojení dvou měst přezdívá též Expres znovusjednocení (vietnamsky Đường sắt Thống Nhất, anglicky Reunification Express).

## Historie

### Výstavba trati

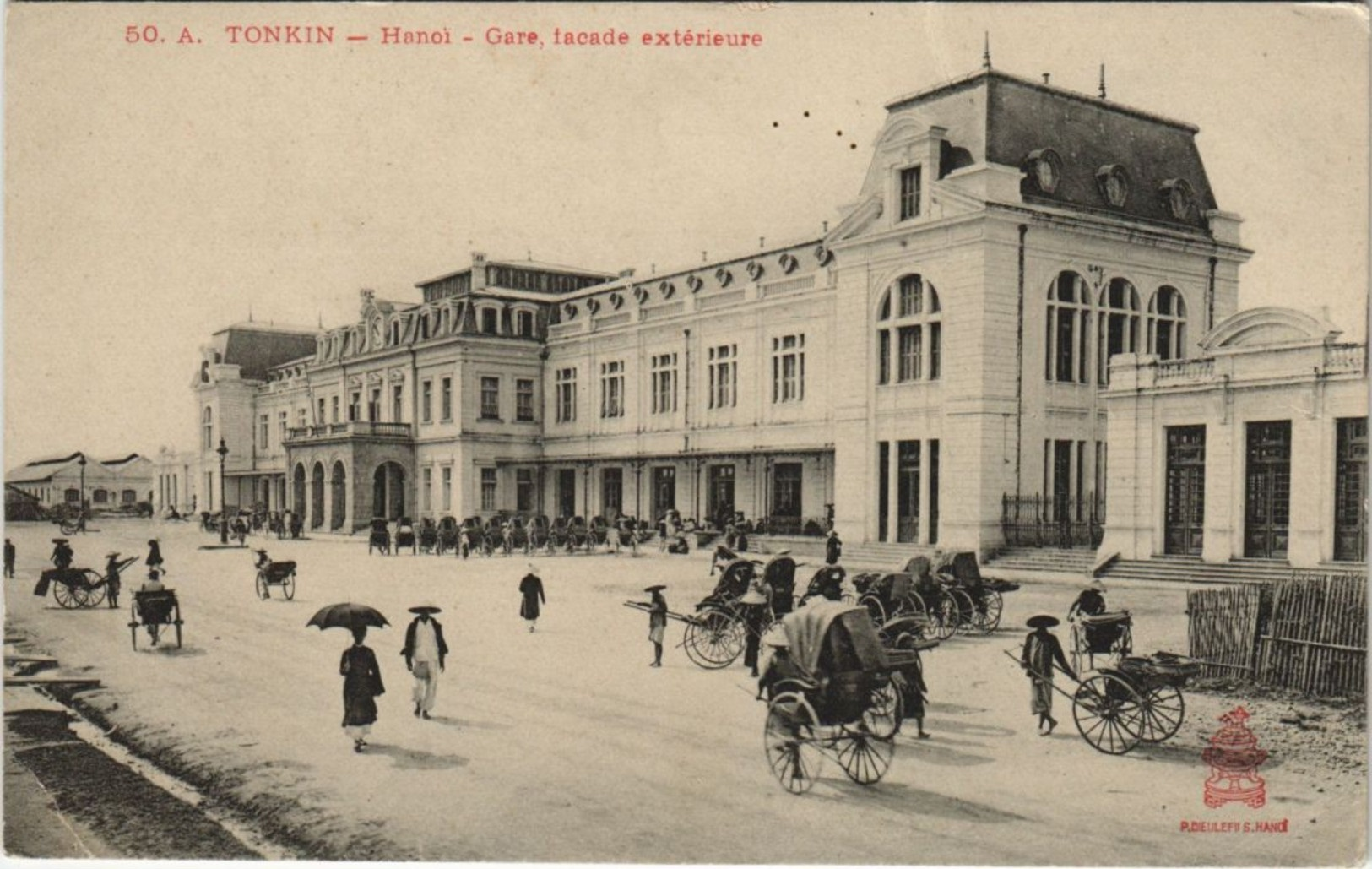
Nádraží v Hanoji, ca. 1912

Severojižní železnice byla koncipována jako součást trans-indočínské železniční sítě francouzskou koloniální správou. S tímto plánem přišel tehdejší generální guvernér Francouzské Indočíny a pozdější francouzský prezident Paul Doumer v roce 1898. V Hanoji se železnice měla napojit na trať do Lào Cai, která pokračovala až do hlavního města čínské provincie Jün-nan Kchun-mingu. 
Celková výstavba jednotné trati trvala 37 let, v první fázi do roku 1905 byla na severu dokončena železnice z Hanoje do města Vinh, 1905–1913 byla na jihu vystavěna železnice mezi tehdejším Saigonem a Nha Trang, 1913–1927 mezi Vinh a Hue a byla dokončena v letech 1930–1936, přičemž poslední sekce byla ceremoniálně dostavěna 2. října ve stanici Hảo Sơn. U této příležitosti zde byla vystavěna památná stéla, ta se nicméně kvůli válce nedochovala. Po plném zprovoznění trvala cesta z jednoho konce trati na druhý až 40 hodin s průměrnou rychlostí 43 km/h.

### Válečná léta

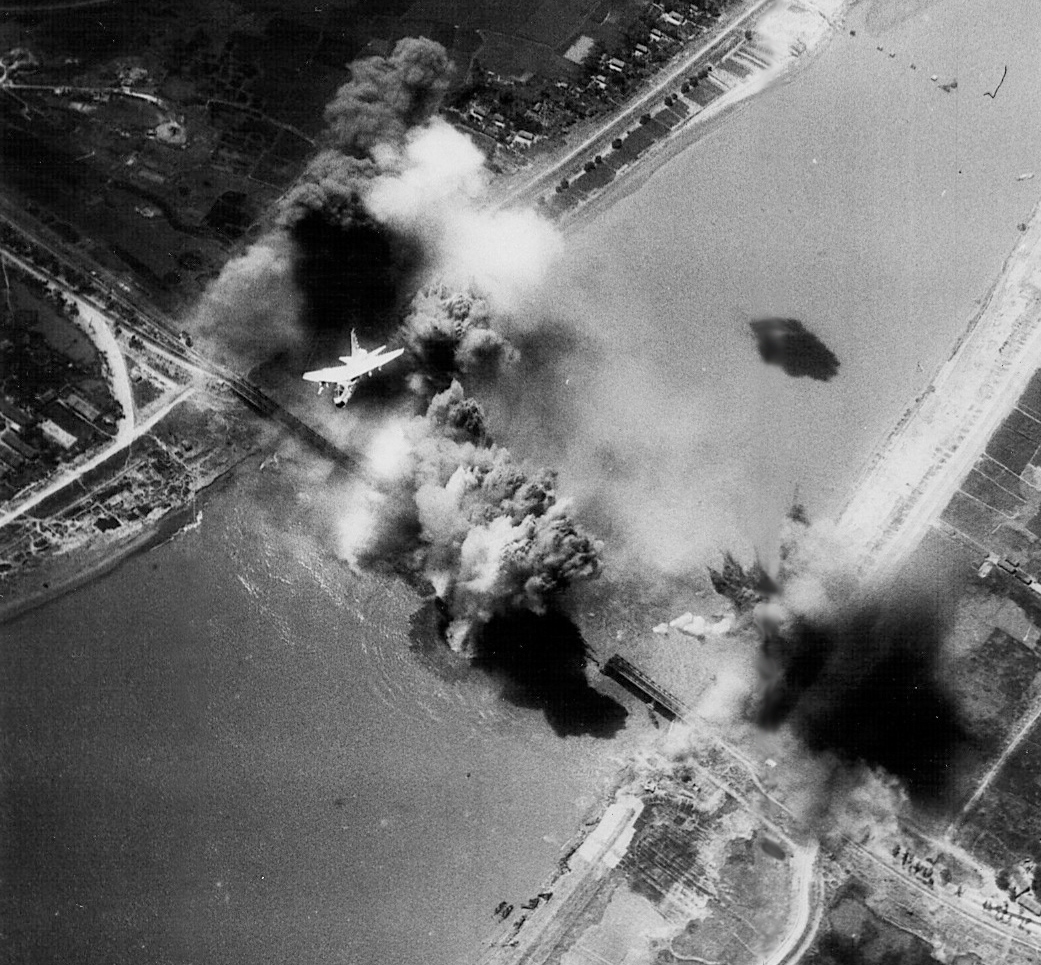
Americký bitevní letoun LTV A-7 Corsair II bombarduje železniční most v Hai Duong, 1972

Během druhé světové války ovládlo společně s Indočínou železnici Japonské císařství. V důsledku toho se zformovala odbojová organizace Viet Minh, která vykonávala proti okupační správě sabotážní akce. Po skončení války zůstala organizace aktivní i během indočínské války, tentokrát v partyzánském boji proti obnovené francouzské správě pod vedením generála Võ Nguyên Giápa. Francouzská cizinecká legie využívala železnici pro obrněný vlak La Rafale, který se stal 1953 terčem útoku Viet Minhu.
Během války ve Vietnamu se stala železnice terčem útoku jak severovietnamských, tak i jihovietnamských sil. Severní část byla významně poničena americkým bombardováním severovietnamské infrastruktury během operace Rolling Thunder, symbolem vojenské kampaně se stal například strategický most Thanh Hóa, který roku 1965 zvládla severovietnamská protivzdušná obrana ubránit, přičemž sestřelila 11 amerických letounů, než byl roku 1972 zničen naváděnými pumami. Také sabotáže a ostřelování ze strany Vietkongu v jihovietnamské části trati měly za důsledek faktickou nepoužitelnost železnice pro armádní účely.
Po skončení války začala pod komunistickým vedením sjednoceného Vietnamu oprava Severojižní železnice. Za oběť rekonstrukci padla například ozubnicová dráha z Da Lat do Thap Cham, která byla rozebrána na materiál pro rekonstrukci. Obnovená severojižní železnice byla uvedena do provozu 31. prosince 1976.

## Využití

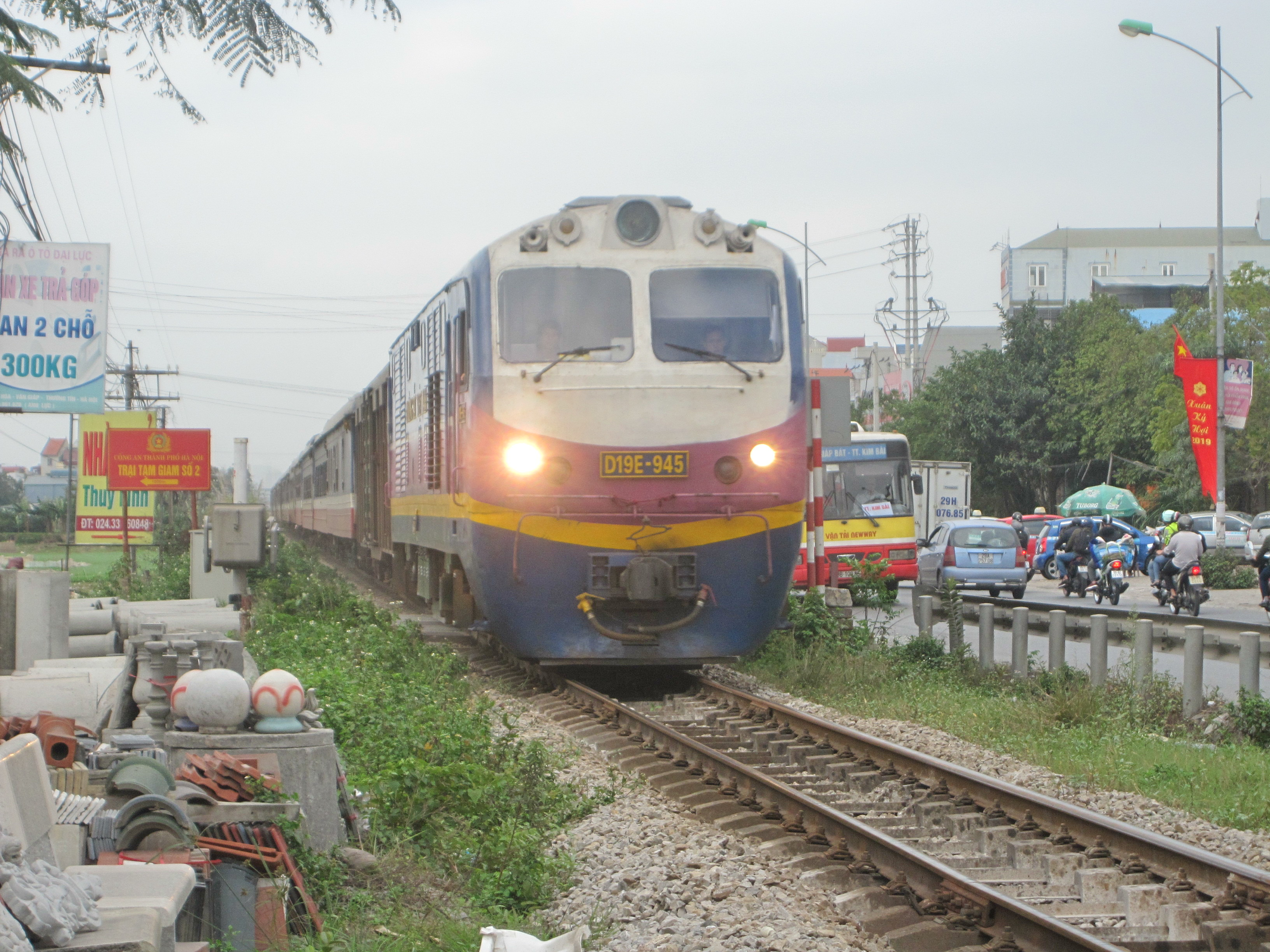
Expresní osobní vlak u Hanoje

Trať obsluhuje osobní i nákladní přepravu. Na trase jezdí expresní linky (Hanoj–HCM) i regionální linky, které propojují kratší úseky osobní dopravy mezi většími městy na trase
Pro nákladní dopravu jsou klíčová nádraží Giáp Bát na severu země a Sóng Thần na jihu země. 

## Modernizace
Vzhledem ke stárnoucímu vybavení vyvstává potřeba rekonstrukce trati, kterou nicméně komplikují přírodní podmínky, jako například pravidelné povodně.

### Vysokorychlostní trať
Jedním z navrhovaných železničních projektů je výstavba paralelní expresní trati. Vzhledem k maximální rychlosti 120 km/h na staré železnici by tato varianta výrazně zrychlila spojení s navrhovanou operační rychlostí až 350 km/h pro osobní dopravu.
O zhotovení železnice vedou hospodářský souboj ČLR a Japonsko, podobně jako v dalších sousedních indočínských státech. V roce 2006 uzavřeli při návštěvě Japonska tehdejší vietnamský premiér Nguyễn Tấn Dũng a japonský premiér Šinzó Abe memorandum o porozumění ohledně vývoje vysokorychlostní trati. Roku 2010 nicméně vietnamské Národní shromáždění projekt odmítlo kvůli jeho vysoké ceně, která tvořila téměř polovinu tehdejšího HDP (56 miliard USD). K listopadu 2024 probíhají jednání mezi Čínou a Vietnamem o výstavbě trati, která by byla začleněna do čínské sítě VRT s napojením na linku do města Nan-ning.